# Adolfo Kaminsky
Adolfo Kaminsky (Buenos Aires, 1 oktober 1925 – Parijs, 9 januari 2023) was een als Argentijn geboren vervalser van persoonsbewijzen. Tĳdens de Tweede Wereldoorlog bekleedde hij in Frankrijk een prominente rol binnen de Résistance met het falsificeren van identiteitskaarten, paspoorten en voedselbonnen. Kaminsky vervalste uiteindelĳk papieren voor meer dan 14.000 Joodse kinderen en vergrootte daarmee hun kans op overleving. Ook na de oorlog legde Kaminsky zich nog jarenlang toe op het namaken van identiteitskaarten en paspoorten.

## Biografie

### Jeugd en afkomst
Kaminsky werd in Argentinië geboren in een Joods-Russisch gezin, als kind van Anna (Kinoël) en Salomon Kaminsky. Zijn ouders emigreerden begin twintigste eeuw van Rusland naar Frankrijk, maar werden er na de Russische revolutie van 1917 uitgewezen en kwamen vervolgens in Argentinië terecht. In 1932, toen Kaminsky zeven jaar oud was, deden ze een tweede poging om zich in Frankrijk te vestigen. Het gezin arriveerde in Marseille, maar werd opnieuw uitgewezen en belandde in Turkije. Een derde poging had meer succes en zĳn vader werd in Parijs kleermaker. In 1938 verhuisde het gezin naar Vire, waar zĳn oom reeds woonachtig was. Kaminsky ging aan de slag in een verfwinkel. Daar raakte hĳ gefascineerd door het proces achter het maken van verf en kleurstoffen. Enige tĳd later opende hĳ een eigen lab in het huis van zĳn oom. Ondertussen werkte hĳ in een boterfabriek, waar hĳ van een van de wetenschappers de kneepjes van het laboratoriumwerk leerde.

### Tweede Wereldoorlog
In 1940 werd het huis van het gezin Kaminsky, in het kader van de Slag om Frankrijk, in beslag genomen door de Duitsers. Kaminsky verhuisde daarop naar het huis waar Michel Druckers vader zich schuilhield. Kaminsky's moeder werd in 1941 om het leven gebracht, waarschĳnlĳk door nazi's. Datzelfde jaar nog besloot hĳ lid te worden van de Résistance. De leden van de Résistance waren vooral onder de indruk van Kaminsky's kennis van inkt en verf, waarmee hĳ identiteitskaarten kon vervalsen. In eerste instantie werd hĳ aangesteld op het station van Vire, waar hĳ toezicht hield op treinen van Todt, die materiaal aanleverden voor de bouw van de Atlantikwall. Hĳ berichtte daarover aan officieren in Londen. In de zomer van 1943 werd hĳ samen met zĳn familie afgevoerd naar Kamp Drancy, in afwachting van deportatie. Adolfo Kaminsky kreeg naar eigen zeggen in het kamp wiskundeles van een professor wiskunde. Met hulp van het consulaat van Argentinië kwamen ze na drie maanden vrĳ, waarop zĳ naar Parĳs verhuisden.
Toen Kaminsky valse papieren ging ophalen die zijn vader had weten te regelen, kwam hij in contact met Franse verzetsstrijders. Zo kwam hĳ op het spoor van een ondergronds laboratorium in Parijs (Rue des St. Pères 17), waar hĳ zelf ook ging werken. Van daaruit legde hĳ zich toe op het falsificeren van identiteitskaarten van Joden en andere personen die door de nazi's werden gezocht. In het laboratorium werkten voornamelĳk leden van de Algemene Joodse Arbeidersbond. De grootste uitdaging voor Kaminsky was het omgaan met het watermerk op identiteitskaarten, dat kort daarvoor was ingevoerd. Met behulp van heliogravures wist hĳ realistisch uitziende documenten te maken. Het Kaminsky-lab groeide uiteindelĳk uit tot de grootste verstrekker van nagemaakte documenten van Noord-Frankrĳk en de Benelux.
Bij een grote opdracht om vervalste papieren te maken, die binnen afzienbare tijd af moest, bleef hij naar eigen zeggen twee dagen wakker. Zijn insteek daarbij was: In een uur kan ik dertig blanco documenten maken; als ik een uur slaap, gaan er dertig mensen dood. In 1944 ging het bĳna mis, toen Kaminsky bĳ een controlepunt werd tegengehouden. Hĳ droeg op dat moment vijftig valse identiteitskaarten, een pen, inkt en stempelkussen bĳ zich. Hĳ claimde echter alleen een broodje bĳ zich te hebben en vroeg de agenten of zĳ zĳn broodje wilden zien, waarop de agenten besloten om hem zĳn weg te laten vervolgen. Kaminsky vergrootte met zijn werkzaamheden als vervalser, samen met anderen, de kans op overleving van 14.000 Joodse kinderen.
Na de bevrĳding van Parĳs in augustus 1944 sloot Kaminsky zich aan bĳ het Franse leger, waarop hĳ naar Duitsland vertrok. Daar werd hĳ ingezet door de Franse geheime dienst om identiteitskaarten voor Franse spionnen te falsificeren, opdat zĳ de grens over konden om locaties van concentratiekampen te kunnen vastleggen.

### Na de oorlog
Na de Tweede Wereldoorlog kreeg hij met zijn eerste echtgenote twee zonen. Het huwelijk eindigde in een echtscheiding. Van 1946 tot 1948 hielp Kaminsky met het falsificeren van documenten (identiteitskaarten, paspoorten en trouwpapieren) van Joden die op het punt stonden te emigreren naar het mandaatgebied Palestina. Dit deed hĳ vanwege Britse immigratierestricties (zie Bricha). Ook zette hĳ samen met anti-Britse militante groeperingen als Etsel en Lechi een gewelddadige campagne tegen het Verenigd Koninkrijk op touw. Na het stichten van de staat Israël stopte hĳ hiermee, omdat hĳ geen religieuze staat wenste te ondersteunen. Hĳ vond een beroep als fotograaf.
Aan het begin van de Eerste Indochinese Oorlog trok Kaminsky zich terug uit het Franse leger, daar hĳ niet wenste te participeren in een koloniale oorlog. Hĳ zette, met hulp van de Front de libération nationale in Algerije en Franse dienstplichtontduikers, een geheim laboratorium in Parĳs op. Van daaruit werkten ze nauw samen met het Jeansonnetwerk en Henri Curiel, die actief waren in de Algerijnse Oorlog. In 1962 fabriceerde Kaminsky nepbiljetten van honderd Franse frank - in totaal zo'n honderd miljoen Franse franken - om de Franse economie te ontwrichten. In maart 1962 werd een staakt-het-vuren afgekondigd, waarna de bankbiljetten werden verbrand. Kaminsky zei hier in 2011 over: We waren nooit van plan om het geld te houden. Geld veroorzaakt altĳd problemen.
Vanaf 1963 assisteerde Kaminsky diverse linkse groeperingen, in Latijns-Amerika, Afrika, Portugal en Spanje. Hĳ hielp met name door les te geven in falsificatie. Ook ondersteunde hĳ de Grieken tĳdens het kolonelsregime en maakte hĳ  vervalste documenten voor dienstplichtontduikers tĳdens de Vietnamoorlog. In 1968 falsificeerde hĳ een identiteitskaart voor Daniel Cohn-Bendit, zodat hĳ een vergadering kon bĳwonen.
Kaminsky maakte in 1971 zĳn laatste vervalsing. Hĳ stopte ermee nadat hĳ was gevraagd om gefalsificeerde Zuid-Afrikaanse paspoorten te maken voor anti-apartheidgroeperingen in dat land, maar hĳ erachter kwam dat het een plan bleek om hem in de val te lokken. Er is nooit ontdekt wie er achter de valstrik zat. Kaminsky woonde daarna tien jaar lang in Algiers, trouwde met een vrouw van de Toearegstam en kreeg met haar drie kinderen, onder wie hip-hopzanger Rocé.
In 1982 verhuisde hĳ met zĳn gezin naar Frankrĳk, op basis van een tĳdelĳk verblĳfsdocument. In 1992 werd het hele gezin genaturaliseerd. Kaminsky overleed op 9 januari 2023 op 97-jarige leeftĳd.

## Militaire onderscheidingen
In 1944 werd Kaminsky onderscheiden met een verzetsmedaille van het Franse leger. Ook werd hĳ onderscheiden met het soldatenkruis.

## Media
Jacques Falck maakte een documentaire over zĳn leven, genaamd: Forging Identity. Kaminsky's dochter Sarah, een actrice en scriptschrijfster, schreef een biografie over haar vader, getiteld: Adolfo Kaminsky, une vie de faussaire. Het boek werd in 2009 uitgebracht en verscheen in het Frans, Spaans, Duits en Engels (in laatstgenoemde taal met titel Adolfo Kaminsky: A Forger's Life).
The New York Times maakte in oktober 2016 een korte film over Kaminsky's leven, genaamd The Forger. Op 12 oktober 2017 schonk The Travel Channel aandacht aan Kaminsky in de serie Mysteries at the Museum. Op 29 oktober dat jaar schonk ook het tv-programma 60 Minutes aandacht aan Kaminsky door zĳn levensverhaal te vertellen.